# Heart of Oak
Heart of Oak debitantski je studijski album kanadskog progresivnog metal sastava Anciients. Album je 12. travnja 2013. godine objavila diskografska kuća Season of Mist.

## O albumu
Album je ubrzo nakon svoje objave bio nominiran za glazbenu nagradu Polaris.

## Popis pjesama
| 1.    | »Raise the Sun«                        | 6:33 |
| 2.    | »Overthrone«                           | 6:38 |
| 3.    | »Falling in Line«                      | 8:20 |
| 4.    | »The Longest River«                    | 9:15 |
| 5.    | »One Foot in the Light« (instrumental) | 1:06 |
| 6.    | »Giants«                               | 7:31 |
| 7.    | »Faith and Oath«                       | 6:07 |
| 8.    | »Flood and Fire«                       | 7:16 |
| 9.    | »For Lisa« (instrumental)              | 7:17 |
| 60:03 |                                        |      |

| Bonus skladbe s digipak inačice | Bonus skladbe s digipak inačice | Bonus skladbe s digipak inačice | Bonus skladbe s digipak inačice | Bonus skladbe s digipak inačice | Bonus skladbe s digipak inačice | Bonus skladbe s digipak inačice | Bonus skladbe s digipak inačice | Bonus skladbe s digipak inačice | Bonus skladbe s digipak inačice |
| Br.                             | Skladba                         | Trajanje                        |                                 |                                 |                                 |                                 |                                 |                                 |                                 |
| ------------------------------- | ------------------------------- | ------------------------------- | ------------------------------- | ------------------------------- | ------------------------------- | ------------------------------- | ------------------------------- | ------------------------------- | ------------------------------- |
| 10.                             | »Humanist«                      | 7:23                            |                                 |                                 |                                 |                                 |                                 |                                 |                                 |
| 11.                             | »Built to Die«                  | 6:04                            |                                 |                                 |                                 |                                 |                                 |                                 |                                 |
| 73:30                           |                                 |                                 |                                 |                                 |                                 |                                 |                                 |                                 |                                 |

## Zasluge
| Anciients - Aaron "Boon" Gustafson – bas-gitara - Mike Hannay – bubnjevi - Chris Dyck – vokali, gitara, raspored ilustracija - Kenneth Paul Cook – vokali, solo gitara Dodatni glazbenici - Chris Mathis – vokali (na pjesmama 3 i 8) - Scott Ruddy – vokali (na pjesmi 7) - Jesse Gander – Hammond orgulje (na pjesmi 9), inženjer zvuka, miksanje | Ostalo osoblje - Alison Lilly – ilustracije, naslovnica - Cam Strudwick – logotip - Cody Clarke – inženjer zvuka - Sebastian Kay – raspored ilustracija - Alan Douches – mastering - Thuja Knox – fotografija |